# Vulpeni
Vulpeni je rumunská obec v župě Olt, asi 20 km severně od města Craiova. Žije zde přibližně 1 900 obyvatel. Obec se skládá z deseti částí.

## Části obce
- Vulpeni – 107 obyvatel
- Cotorbești – 65 obyvatel
- Gropșani – 686 obyvatel
- Mardale – 42 obyvatel
- Pescărești – 336 obyvatel
- Plopșorelu – 112 obyvatel
- Prisaca – 138 obyvatel
- Simniceni – 93 obyvatel
- Tabaci – 164 obyvatel
- Valea Satului – 157 obyvatel